# San Pedro Zacapa
San Pedro Zacapa es un municipio del departamento de Santa Bárbara en la República de Honduras.

## Toponimia
El origen del nombre se remonta al año 1780 cuando vinieron los primeros aborígenes de Zacapa en Guatemala que le dieron el nombre de Cacat Atl, que traducido al español significa entre ríos, ya que esta era bañada por el Río Zacapa y las Quebrada de Zunzucuapa, y Quebrada Guajiniquil, ya alusivos a estos se le puso el nombre de Zacapa. Otro significado es En el agua de las hierbas.

## Límites
Se encuentra al sur del Departamento de Santa Bárbara.
| Orientación | Límite                                              |
| ----------- | --------------------------------------------------- |
| Norte       | Municipio de Santa Bárbara, Santa Bárbara           |
| Norte       | Municipio de Santa Cruz de Yojoa, Cortés            |
| Sur         | Municipio de Intibucá, Intibucá                     |
| Sur         | Municipio de Jesús de Otoro, Intibucá               |
| Sur         | Municipio de San José de Comayagua, Comayagua       |
| Este        | Municipio de San José de Comayagua, Comayagua       |
| Este        | Municipio de Santa Cruz de Yojoa, Cortés            |
| Oeste       | Municipio de Concepción del Sur, Santa Bárbara      |
| Oeste       | Municipio de San Francisco de Ojuera, Santa Bárbara |

## Geografía

### Hidrografía
| Accidente | Nombre                   |
| --------- | ------------------------ |
| Río       | Ulua                     |
| Río       | Jaitique                 |
| Río       | Zacapa                   |
| Río       | Canjel                   |
| Quebrada  | Zunsucuapa               |
| Quebrada  | El Cacao                 |
| Quebrada  | Caranola                 |
| Quebrada  | El Limón                 |
| Quebrada  | Zuntulin                 |
| Quebrada  | Calan                    |
| Quebrada  | El Platanito             |
| Quebrada  | Jimililares (Agua Tibia) |
| Quebrada  | El Calichon              |

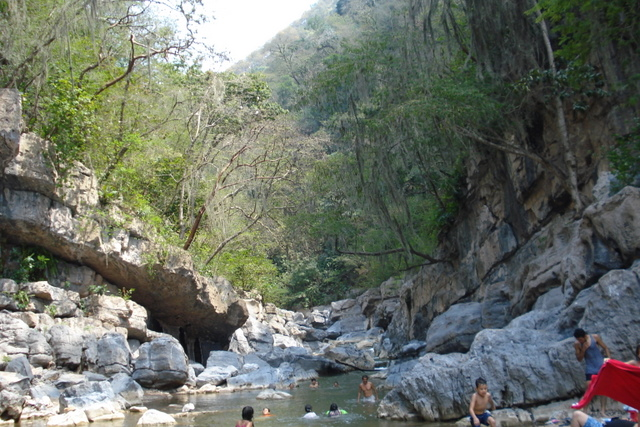
Vista de las aguas termales de Azacualpa, Santa Bárbara.

El municipio también comparte un pedazo del Lago de Yojoa por la Aldea La Majada.
También cuenta con 3 lagunas en la Aldea El Zapote.

## Historia
En 1801, en el recuento de población del año 1801 formaba parte de la Subdelegación de Tencoa.
En 1889, en la División Política Territorial de 1889 aparece como Municipio formando el Distrito de Santa Bárbara.

## Educación
Cuenta con una escuela primaría Pública y una escuela primaria privada, además de un centro de educación media (CEB) algo que caracteriza a la cabecera municipal es la erradicación del analfabetismo, lo que se puede comprobar viendo el nivel de vida de sus pobladores. Una obra de los maestros, estudiantes y pobladores es la realización de campañas para el desarrollo económico y sostenible del pueblo y que se mantenga pintoresco y limpio. 

## Salud
El Municipio cuenta con un Centro de Salud que cubre la población municipal.

## Turismo

### Cerro Cargamón
El municipio cuenta con un volcán inactivo, el Cerro Cargamón, cercano a la jurisdicción de Azacualpa, se realizan estudios para la posible utilización de los gases naturales en la generación de energía térmica debido a la enorme cantidad de afluentes que emergen de su suelo, es un foco turístico para la región por sus aguas termales.

### Cueva El Calichon
También cuenta con la linda Cueva El Calichon, dentro de la que se pueden encontrar vasijas antiguas, y que está ubicada en la Aldea El Zapote.

### Río Zacapa
Por el centro del municipio cruza el Río Zacapa, el cual tiene su nacimiento en una de las montañas fronterizas del Lago de Yojoa, por lo que se considera que dichas aguas cristalinas provienen del único lago no artificial de Honduras. Más del 90% de su cuenca está rodeada por árboles de gran tamaño y variedad, lo cual ayuda a que su agua sea cristalina, pura y sobre todo muy fresca. Existen varias "posas", como se las conoce tradicionalmente, donde es posible disfrutar y refrescarse los 365 días del año.

### Cascadas
- Cascada del balneario El Cacao, ubicada en la Aldea La Boquita.
- Cascada El Salto, ubicada en la Quebrada Zunsucuapa entre la Aldea de Agua Zarca y Aldea El Milagro: se dice que en la posa de la cascada le sale una Sirenita con una guitarra en medio de la posa a los pescan ahí.
- Cascada El Salto de Cangel, en la Aldea Mojarras, con unos 66 m de altura, una de las más altas de Honduras.

## Infraestructuras
La cabecera municipal, cuenta con los servicios básicos de telefonía, agua potable, alcantarillado, luz eléctrica y centros de educación, sus calles son adoquinadas y conserva todavía un ambiente colonial, gente amable y culta. 

### Telecomunicaciones
A partir del 11 de junio de 2006 la empresa nacional Hondutel comenzó a ofrecer la telefonía fija, y posteriormente el municipio está cubierto por las señales celulares de las empresas de telefonía móvil TIGO y Claro que funcionan en el país.

### Energía
La cabecera municipal cuenta con su propia planta de energía hidroeléctrica, conocida simplemente como "La Planta" esta pequeña represa es capaz de abastecer al municipio entero, aprovechando la fuerza fluvial del Río Zacapa ubicada en la aldea Agua Zarca. Un hecho histórico es que esta planta se mantuvo activa durante las operaciones de la Mina de El Mochito explotada por la compañía Rosario Resources Corporation luego, las acciones fueron adquiridas por la compañía American Pacific Honduras Inc y al crearse el municipio de Las Vegas ésta dejó de funcionar.

## División Política
Aldeas: 10 (2013)
Caseríos: 85 (2013)
| Código | Aldea                        |
| ------ | ---------------------------- |
| 162301 | San Pedro Zacapa             |
| 162302 | Agua Caliente                |
| 162303 | Azacualpa                    |
| 162304 | Canculuncos                  |
| 162305 | El Mogote                    |
| 162306 | El Ocote                     |
| 162307 | Horconcitos                  |
| 162308 | La Boquita                   |
| 162309 | Mojarras                     |
| 162310 | San Antonio de Chuchetepeque |
|        | Agua Zarca                   |
|        | El Tablón                    |
|        | El Zapote                    |
|        | La Majada                    |
|        | La Venada                    |